# Ogoué-Lolo
Ogoué-Lolo (em francês: Ogooué-Lolo) é uma província do Gabão, cuja capital é a cidade de Koulamoutou. Sua população projetada para 2006, a partir do último censo realizado em 1993, é de aproximadamente 62.000 habitantes.	

## Departamentos
Lista dos departamentos da província com as respectivas capitais entre parênteses:
|  | - Lombo-Bouenguidi (Pana) - Lolo-Bouenguidi (Koulamoutou) - Mouloundou (Lastoursville) |